# Rio Tributo
O rio Tributo é um curso de água do estado de Santa Catarina, no Brasil.